# Arthur Freed
Arthur Freed (Carolina del Sur, Estados Unidos, 9 de septiembre de 1894-Los Ángeles, 12 de abril de 1973) fue un letrista estadounidense y productor de películas de Hollywood, ganador del premio Óscar a la mejor película en dos ocasiones, por Un americano en París (1951) y por Gigi (1958).
También produjo otras importantes películas como Lady Be Good que incluía la canción que ganó el premio Óscar a la mejor canción original, por The Last Time I Saw Paris, interpretada en la película por Ann Sothern.
Arthur Freed, conocido productor y exhibidor de la época dorada de Hollywood, es recordado por su trabajo en numerosas películas icónicas. Sin embargo, una parte oscura de su vida ha salido a la luz recientemente gracias a una entrevista realizada por Larry King a Shirley Temple.En la entrevista, Temple relata una experiencia perturbadora que tuvo con Freed cuando tenía sólo 12 años. Al entrar en su oficina, esperando discutir sobre una película, se encontró con Freed desnudándose frente a ella, un acto de pederastia que la hizo sentir incómoda e insegura. La respuesta de Temple fue la de una niña inocente, riéndose del hombre que tenía delante, lo que provocó la ira de Freed.

La vida de Arthur Freed, aunque llena de éxitos profesionales, también estuvo marcadine es que merecen ser conocidas y condenadas por la sociedad. Es necesario visibilizar estas historias para crear conciencia y fomentar un cambio en la industria.

## Premios y reconocimientos
Premios Óscar
| Año  | Categoría                 | Película | Resultado |
| ---- | ------------------------- | -------- | --------- |
| 1959 | Oscar a la mejor película | Gigi     | Ganador   |